# Myrtle Beach Bowl 2024
Match précédent Match suivant
Le Myrtle Beach Bowl 2024 est un match de football américain de niveau universitaire joué après la saison régulière de 2024, le 23 décembre 2024 au Brooks Stadium situé à Conway dans l'État de Caroline du Sud aux États-Unis.
Il s'agit de la 5e édition du Myrtle Beach Bowl.
Le match met en présence l'équipe des Chanticleers de Coastal Carolina issue de la Sun Belt Conference et l'équipe des Roadrunners de l'UTSA issue de la American Athletic Conference.
Il débute vers 10 heures locales (17 heures en France) et est retransmis à la télévision par ESPN.
UTSA remporte le match sur le score de 44 à 15.

## Présentation du match
Il s'agit de la 1re rencontre entre les deux équipes
| Équipes                            | Couleurs | Conférences | Entraîneurs                   | Stats. saison rég. | Classements avant le bowl | Classements avant le bowl | Classements avant le bowl |
| ---------------------------------- | -------- | ----------- | ----------------------------- | ------------------ | ------------------------- | ------------------------- | ------------------------- |
| Équipes                            | Couleurs | Conférences | Entraîneurs                   | Stats. saison rég. | CFP                       | AP                        | Coaches                   |
| Chanticleers de Coastal Carolina   |          | Sun Belt    | Tim Beck (en) (2e saison)     | 6 - 6              | NC                        | NC                        | NC                        |
| Roadrunners de l'UTSA              |          | AAC         | Jeff Traylor (en) (5e saison) | 6 - 6              | NC                        | NC                        | NC                        |
| - Arbitre : Rodney Burnette (CUSA) |          |             |                               |                    |                           |                           |                           |

### Chanticleers de Coastal Carolina
Avec un bilan global en saison régulière de 6 victoires et 6 défaites (3-5 en matchs de conférence), Coastal Carolina est éligible et accepte l'invitation pour participer au Myrtle Beach Bowl 2024. Il s'agit de leur cinquième saison consécutive avec une qualification pour un bowl.
Ils terminent la saison régulière classés 5e de la East Division de la Sun Belt Conference. Ils n'ont rencontré aucune équipe classée dans la Top 25 de l'AP.
À l'issue de la saison 2024 (bowl non compris), ils n'apparaissent pas dans les classements CFP, AP et Coaches.
Il s'agit de leur première participation au Myrtle Beach Bowl et le 5e bowl de leur histoire.

### Roadrunners de l'UTSA
Avec un bilan global en saison régulière de 6 victoires et 6 défaites (4-4 en matchs de conférence), UTSA est éligible et accepte l'invitation pour participer au Myrtle Beach Bowl 2024. C'est leur cinquième saison consécutive avec une qualification pour un bowl.
Ils terminent la saison régulière classés 7e de l'American Athletic Conference. Ils ont rencontré une équipe classée dans le Top 25 de l'AP (défaite 7 à 56 contre Texas).
À l'issue de la saison 2024 (bowl non compris), ils n'apparaissent pas dans les classements CFP, AP et Coaches.
Il s'agit de leur première participation au Myrtle Beach Bowl et le 6e bowl de leur histoire.